# Gorges du Pont-du-Diable
Pour les articles homonymes, voir Pont du Diable.
Les gorges du Pont-du-Diable est un karst traversé par la Dranse de Morzine dans le massif du Chablais en Haute-Savoie. Le site est aménagé à partir de 1893 et est classé depuis le 18 mai 1908 pour sa valeur esthétique. Il est situé sur la commune de La Vernaz et est intégré comme géosite dans le Géoparc du Chablais. C'est le site touristique le plus fréquenté du Chablais français avec près de 60 000 visiteurs suivi par le Palais Lumière d'Évian-les-Bains et le Jardin des Cinq sens à Yvoire.

## Toponymie
Le toponyme Pont du Diable est couramment utilisé en Europe pour décrire des constructions relativement audacieuses au-dessus de vallées profondes. Selon le folklore local, « face à l'impossibilité pour les habitants de La Vernaz et de La Forclaz de construire un pont pour relier les deux communes, le diable aurait fait un pacte avec les villageois. Celui-ci leur promettait de construire un pont en une nuit qui ne s'effondrerait pas et, en contrepartie, il aurait exigé la première âme qui franchirait le pont. Mais les hommes le dupent en faisant traverser en premier une chèvre déguisée en humain. Le diable, découvrant la supercherie, entra dans une colère noire et décida de maudire le pont en décrétant que tout être vivant qui s'y risquerait serait happé par le diable ».

## Géographie
Les gorges du Pont-du-Diable se situent le long de la Dranse de Morzine, juste en aval du barrage du Jotty dont la construction a affecté le débit traversant par les gorges et imposé en conséquence un débit minimal pour soutenir l'activité touristique.

### Géologie
Le karst est situé dans la nappe des Préalpes médianes plastiques et affecte les roches calcaires de la formation du Moléson d'âge Jurassique supérieur. Il s'agit d'un calcaire fin (mudstone à wackestone) organisé en bancs d'épaisseur pluri-métrique. À l'endroit du karst, la nappe forme un large synclinal (synclinal de Jotty) dont la formation du Moléson définit les deux crêtes rocheuses visibles sur la rive gauche de la Dranse de Morzine et culminant avec le mont Billiat et la Grande pointe des Journées. Il est moins marqué sur la rive droite où il forme la ligne de crête au dessus des chalets de Tréchauffé.
En amont, la vallée de la Dranse de Morzine est relativement élargie car creusée dans les séries tendres de la nappe supérieure des Préalpes (grès et marnes) puis elle se ressert à hauteur de la Baume où débute l'affleurement de la nappe des Préalpes médianes. Un premier synclinal (synclinal d'Ouzon), dont la formation du Moléson constitue son armature, referme la vallée en amont du lac du Jotty. Il est suivi par un large anticlinal où le Trias et le Jurassique inférieur à moyen affleurent et fait la jonction avec le synclinal de Jotty. Ainsi le franchissement de la formation du Moléson dans les synclinaux successifs conduit à la formation de cluses dans lesquelles sera creusé les gorges du Pont-du-Diable par surimposition.
La formation des gorges du Pont-du-Diable remonterait à la glaciation du Würm au cours duquel les eaux du torrent sous-glaciaire se sont infiltrées dans les fractures de ces calcaires ouvrant un cours d'eau souterrain dont le niveau de base s’est progressivement enfoncé comme en témoignent les multiples étages de l'érosion karstique marqués en particulier par les marmites de géant dont les plus profondes sont toujours actives. Au cours du retrait glaciaire, l’encaissement de la rivière a été suivi de l’effondrement de la voûte qui a transformé la cavité karstique en un étroit canyon. Puis le glissement de blocs issus de la moraine würmienne bordant les gorges a obstrué partiellement les gorges, formant le toit des gorges et dont les plus gros constituent le pont du Diable. Leur surface rugueuse et irrégulière démontre qu'ils n'ont pas été affectés par des processus de dissolution et de ruissellement comme les parois des gorges.

## Histoire

### Exploitation touristique

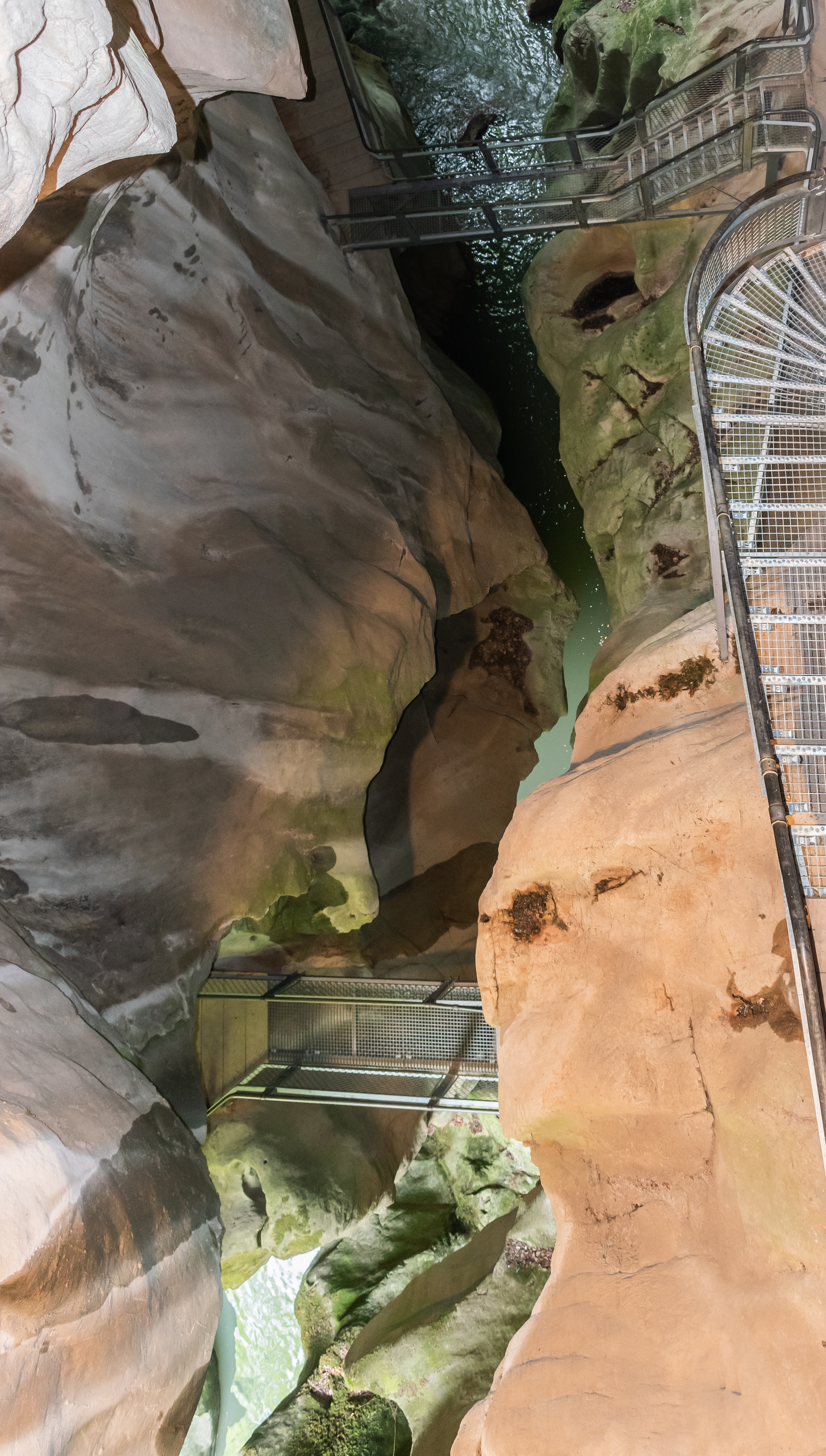
Escaliers d'accès aux gorges du Pont-du-Diable

À l'image des gorges du Fier ou des gorges du Sierroz, une activité touristique autour des gorges du Pont-du-Diable se développent dès le XIXe siècle. Jean Bochaton, menuisier originaire de Saint-Paul-en-Chablais et installé au Jotty, obtint en 1892 une concession des communes de La Vernaz et de La Forclaz l'autorisant à de « construire un escalier de bois avec supports de fer pour permettre la visite des Gorges du Pont du Diable ». Il creuse ainsi des marches dans la roche et installe des passerelles pour les premiers visiteurs dès 1893 qui sont surtout des curistes venant de Thonon-les-Bains et d'Évian-les-Bains.
Il gère le site de 1893 à 1909 qui est ensuite repris par Jean Calligaris jusqu'en 1936 qui construit l'hôtel du Mont Ouzon juste en face. La création des congés payés en 1936 favorise le développement du site qui est alors menacé d'abandon. Jean Raibaud, ingénieur en construction métallique reconverti dans le tourisme, lui succède et de nouvelles passerelles sont construites. Il gèrera le site jusqu'à sa mort en 1980. La construction du barrage du Jotty en 1949 dévie une partie des eaux de la Dranse de Morzine mais un débit minimale est conservé. Le bail est racheté par les frères Bouvet et la mairie de La Vernaz en 1983 qui le revendent en 2018 à Jocelyne et Didier Rineau, les propriétaires actuels. Les passerelles sont intégralement refaites durant le premier semestre 2020, un nouveau cheminement est mis en place et un « pas dans le vide » (le Pas du Diable) est accessible depuis juillet 2020.
| Pour des raisons techniques, il est temporairement impossible d'afficher le graphique qui aurait dû être présenté ici. |

### Protection et mise en valeur
La mise en valeur touristique s'accompagne d'une patrimonialisation institutionnelle avec son classement en 1908. Sa mise en valeur géologique débute en 2008 avant son incorporation dans le Géoparc du Chablais en 2012.